# MASH (film)
A MASH 1970-ben bemutatott amerikai háborús filmvígjáték Robert Altman rendezésében. Öt Oscar-díjra jelölték, melyekből egyet (legjobb forgatókönyv) el is nyert. A film elnyerte a cannes-i fesztivál fődíját az Arany Pálmát.
Ugyancsak világsikert hozott a film nyomán született televíziós sorozat is.
A film címe egy rövidítés: Mobile Army Surgical Hospital, ami nagyjából azt jelenti magyarul, hogy Mozgó Frontsebészet. A történet a koreai háború idején játszódik. Főszereplői katonaorvosok, sebészek, akik lelkiismeretesen végzett fő feladatuk elvégzése mellett leginkább azzal foglalkoznak, hogy hülyét csináljanak a tisztekből, az embertelenségből, a háború abszurditásából magából.
...abban a véres zűrzavarban és fejetlenségben, amit hadseregnek, háborúnak meg katonai fegyelemnek neveznek, csak ... a végletesen civil, minden álhazafias ködösítésnek ellenálló, hányaveti alakok jelentik az emberséget.